# Jardín botánico subalpino del occidente de China
El Jardín botánico subalpino del occidente de China (en chino, 华西亚高山植物园) o en pinyin, Zhōngguó xībù yà gāoshān zhíwùyuán, es un área preservada, y jardín botánico de más de 100 hectáreas de extensión que se encuentra próximo a Ciudad Dujiangyan, Chengdu, Sichuan en China.
Depende administrativamente del Instituto de Botánica de la Academia China de las Ciencias. 
El código de identificación internacional del Jardín botánico subalpino del occidente de China, así como las siglas de su herbario es DUJ.

## Localización
El "Jardín botánico subalpino del occidente de China", se encuentra situado en el interior de la reserva de Naturaleza de Longxi-Hongkou (360 km²), en Longxi a unos 30 km al noroeste de Dujiangyan en un área de transición entre la llanura Occidental de Sichuan y la meseta  Qinghai-Tibet, con alturas que oscilan de 1400-3200 m s. n. m.
Jardín botánico subalpino del occidente de China (Sichuán) Institute of Botany, Chinese Academy of Sciences, Dujiangyan City, Chengdu, Sichuan, 611830, China.
Planos y vistas satelitales.30°44′0″N 103°27′0″E / 30.73333, 103.45000
- Altitud 1790 m s. n. m.
- Temperatura media anual de 8.5 a 10.9 °C, extremo máximo de 28 °C, extremo mínimo de -12 °C.
- Promedio de lluvia anual 1800 mm.
- Humedad relativa de 87%.

## Historia
El "Jardín botánico subalpino del occidente de China", fue fundado conjuntamente por el Instituto de Botánica de la Academia China de las Ciencias y la ciudad de Dujiangyan, provincia de Sichuan en 1986, abierto al público en 1991. 
Actualmente (2014) ocupa un área de más de 100 hectáreas, y cuenta con 8 miembros del personal de plantilla, incluyendo 3 sénior y 3 investigadores júnior y técnicos. 
Debido a su situación geográfica especial y política de construcción exitosa, que ha atraído el interés entre los botánicos y horticultores tanto chinos como extranjeros para formarse.

## Colecciones

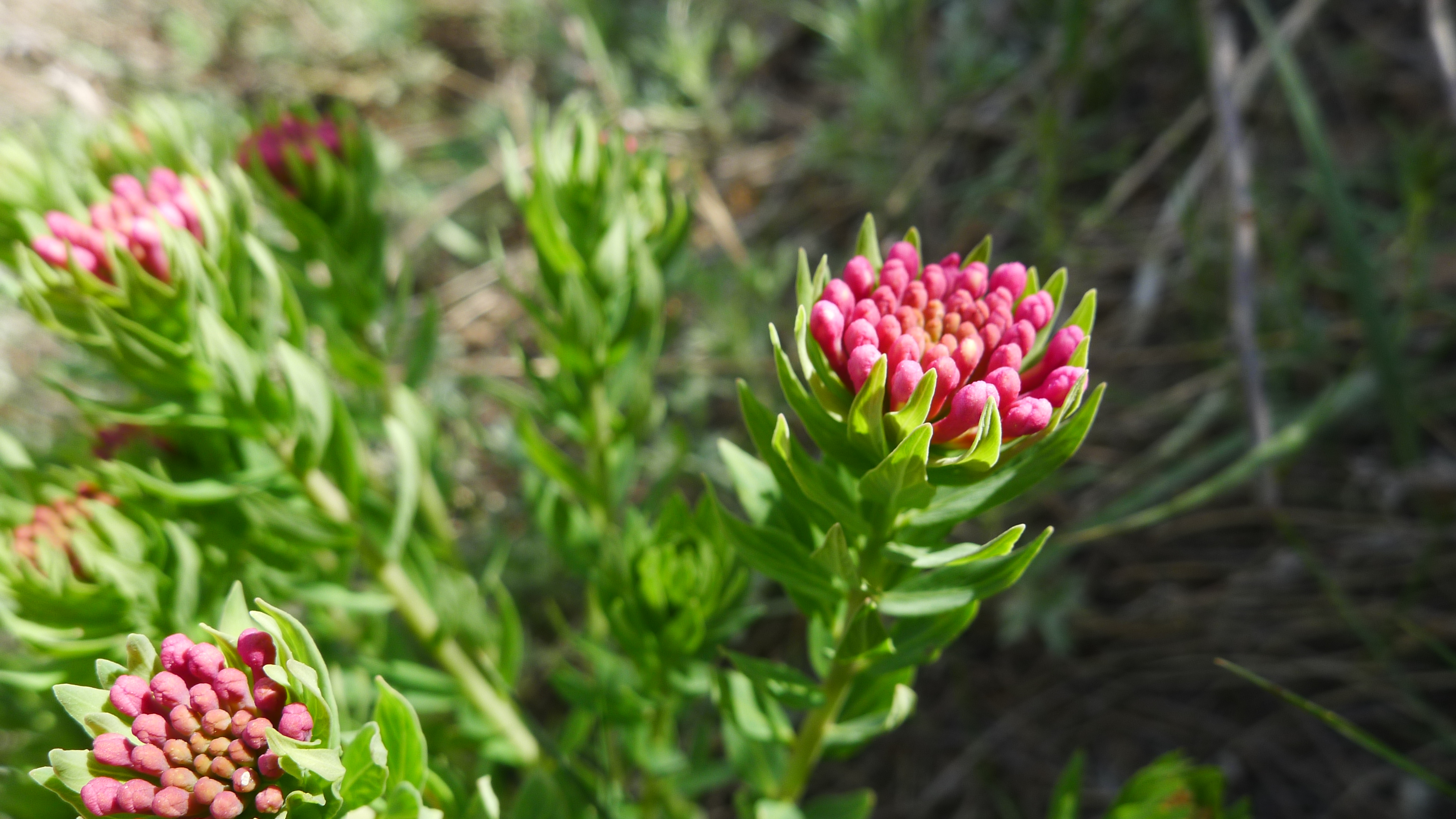
Floración de Stellera chamaejasme.

En la zona las plantas vasculares nativas ascienden a 2.000 especies, y todos los tipos de vegetación de las montañas Hengduan están representados en esta área. Algunos grupos de plantas concentradas a nivel local, tales como rododendros, musgos y helechos constituyen la base preparada para la construcción de jardines especializados.
El jardín cuenta con una colección viva de más de 600 taxones de plantas, muchas de las cuales son raras o en peligro de extinción en su medio natural y se han propagado aquí. 
El Rhododendron Garden ocupa una superficie de 40 Ha, la conservación de una colección de 40 mil plantas de más de 140 especies del género. Además, hay 3 comunidades naturales de Rhododendron a diferentes altitudes, con una superficie total de más de 60 ha. 
El Jardín del rododendro y comunidades naturales, con más de 100 hectáreas, constituyen el área de base más grande dedicado a este grupo de plantas por una sola institución de investigación en China.
Actualmente se esrán creando otros jardines especializados en los que se incluyen las plantas raras y en peligro de jardín, el jardín del árbol de la paloma (Davidia involucrata), el jardín de primavera, el del musgo, el de los helecho y el Jardín de la gimnospermas. 
Hay zonas especiales para la investigación y conservación de la biodiversidad para el monitoreo ecológico y la investigación que están proyectados y serán construidos entre 2000 a 3200 m s. n. m. de altitud.
Además de su función como un jardín botánico, también tiene el carácter de ser un depósito de la rica naturaleza de su entorno.